# Basílica de San Domenico Maggiore
La Basílica de Santo Domingo Mayor (en italiano: Basilica di San Domenico Maggiore) es una importante iglesia de Nápoles ubicada en la homónima plaza, de las más interesantes desde el punto de vista histórico y artístico. El 23 de febrero de 1921 la iglesia fue declarada basílica menor.
Fue ordenada por Carlos II de Anjou y construida inicialmente en estilo gótico, entre los años 1283 y 1324. Llegó a ser la sede de los dominicos en el Reino de Nápoles y la iglesia de la nobleza de la Corona de Aragón.
Constituye parte de un complejo conventual que se encuentra en el casco antiguo de la ciudad, configurando la propia plaza que lleva su nombre.
En la iglesia hay 45 sepulcros de la nobleza aragonesa, entre ellos está Isabel de Aragón, princesa de Nápoles y duquesa de Milán entre los años 1489 y 1494.

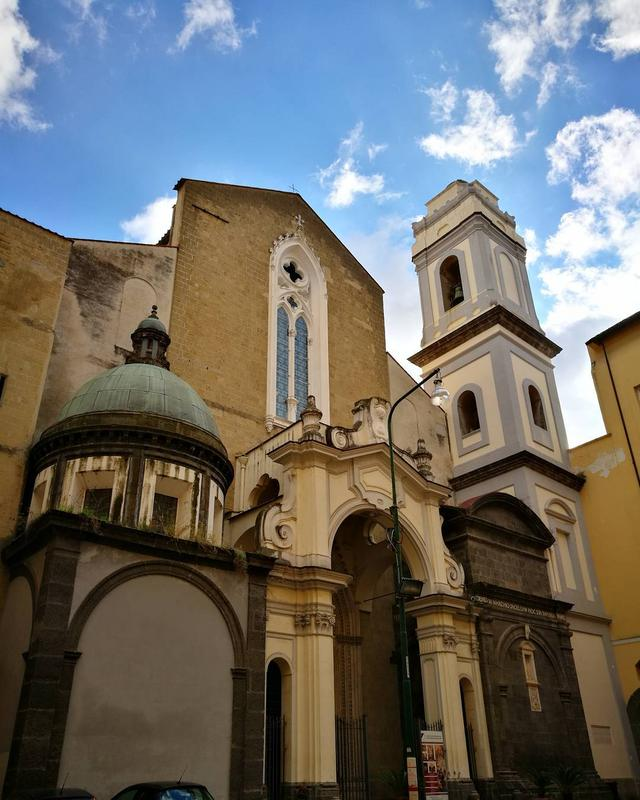
Fachada.
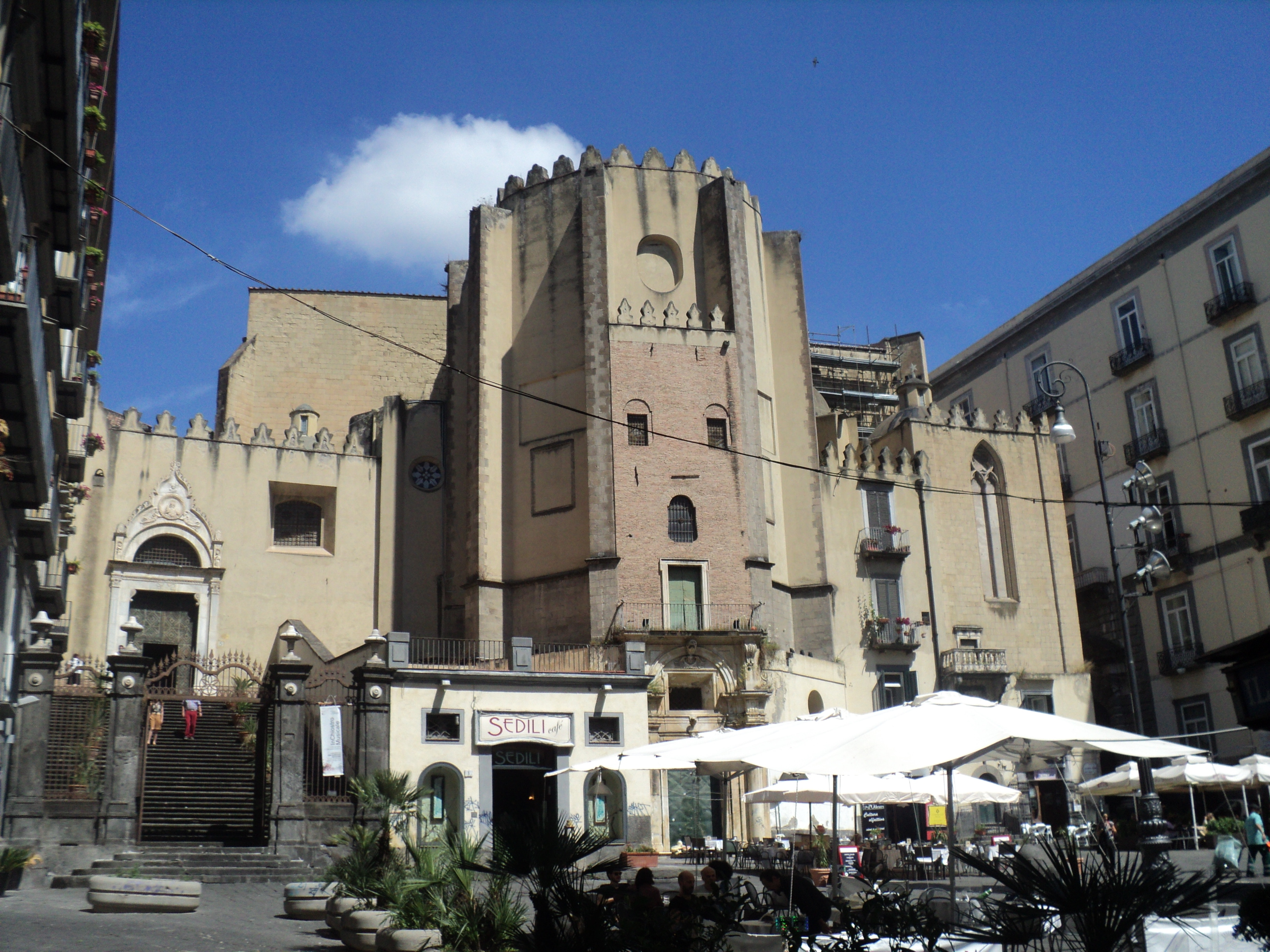
Vista del ábside.
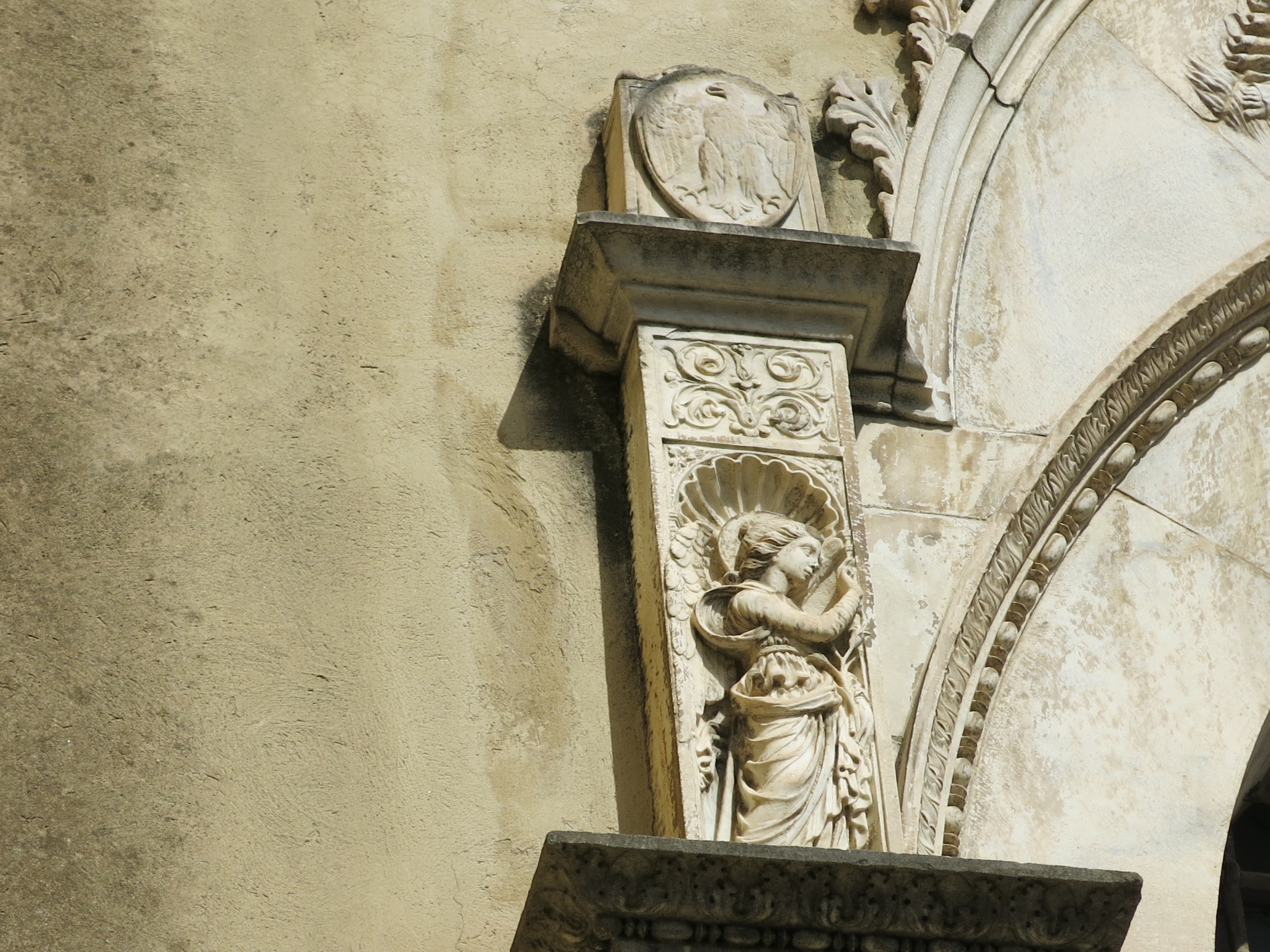
Particular de la portada lateral.
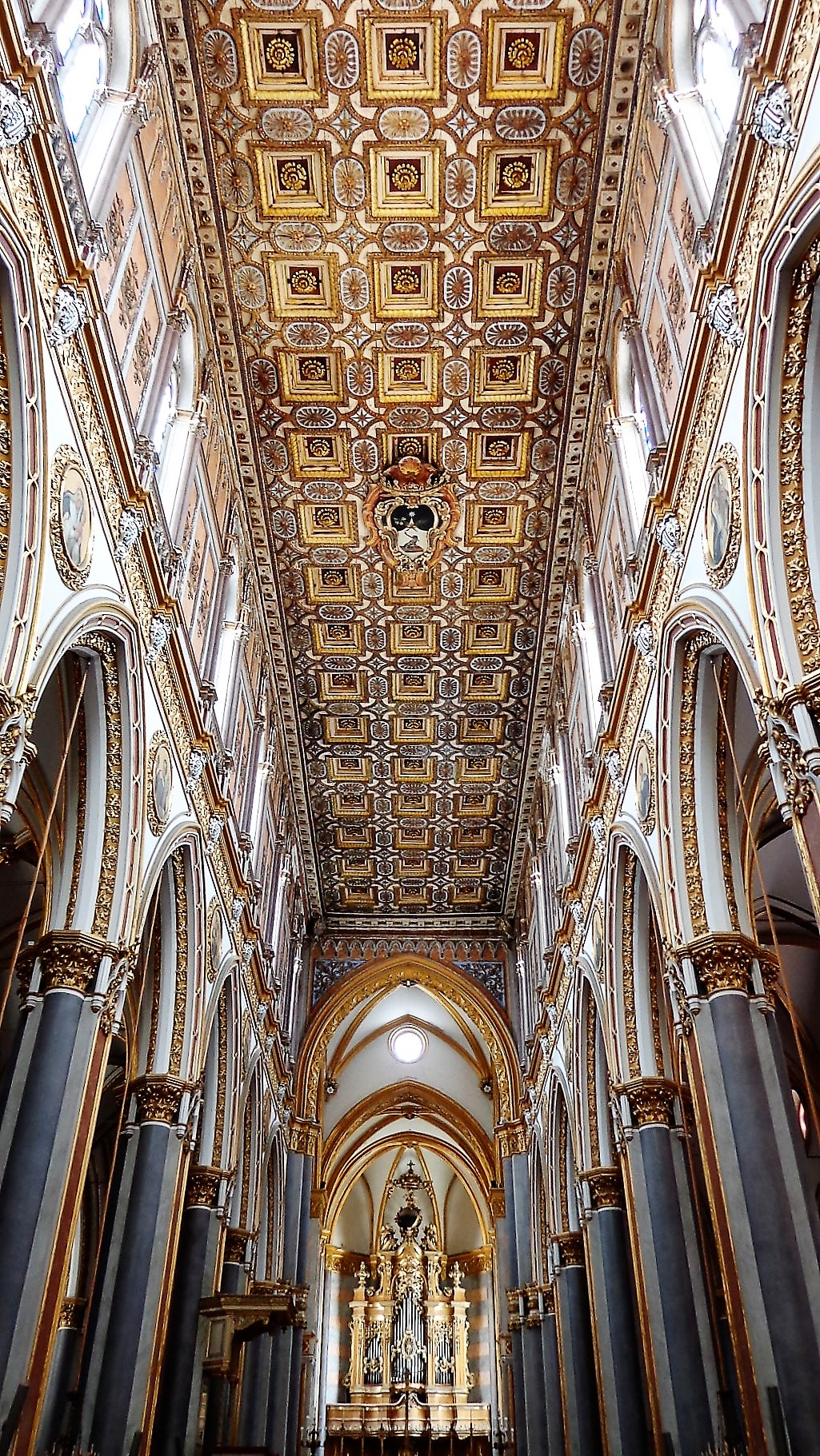
La nave central con el techo ricamente decorado.
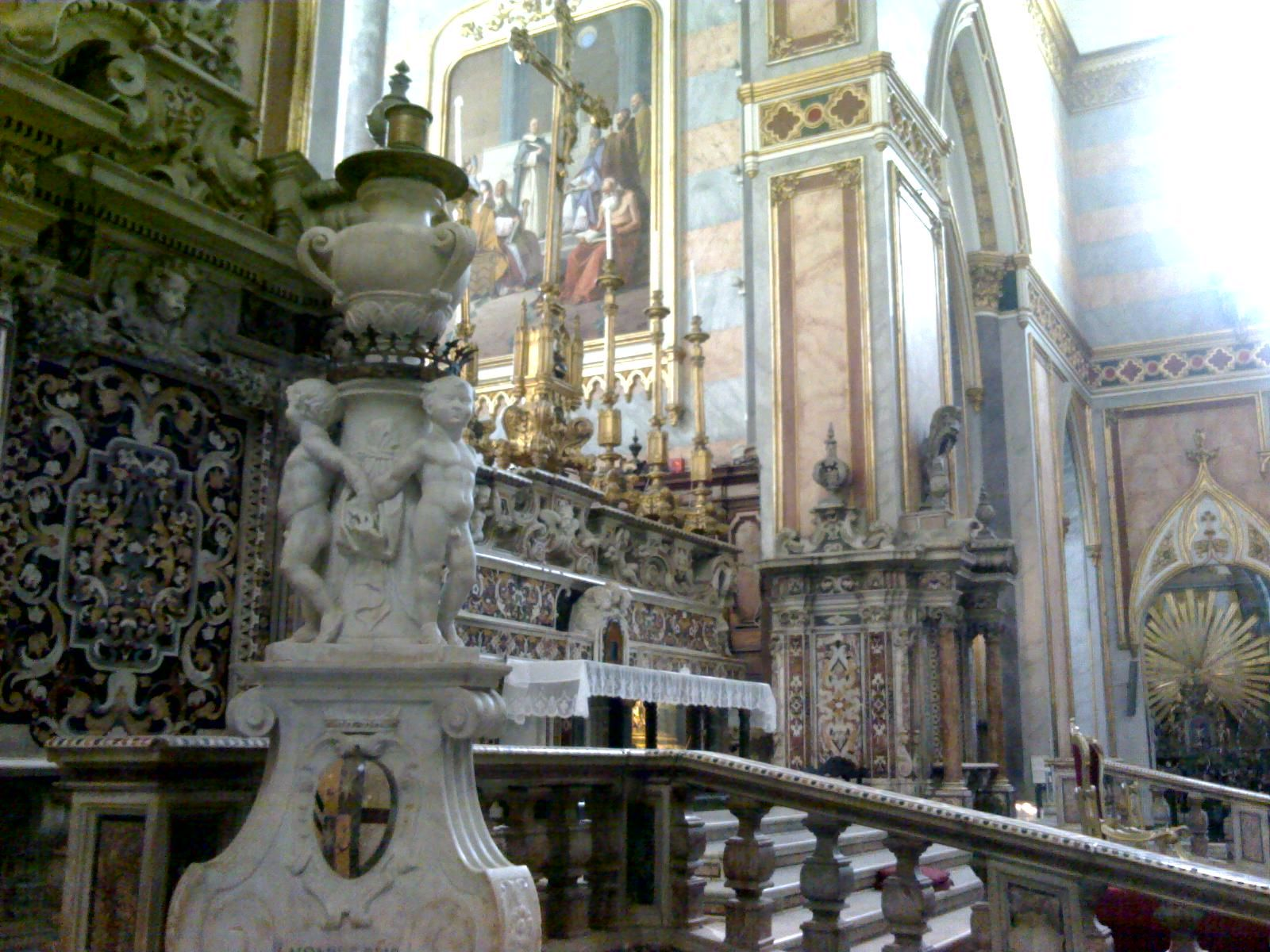
Altar mayor.
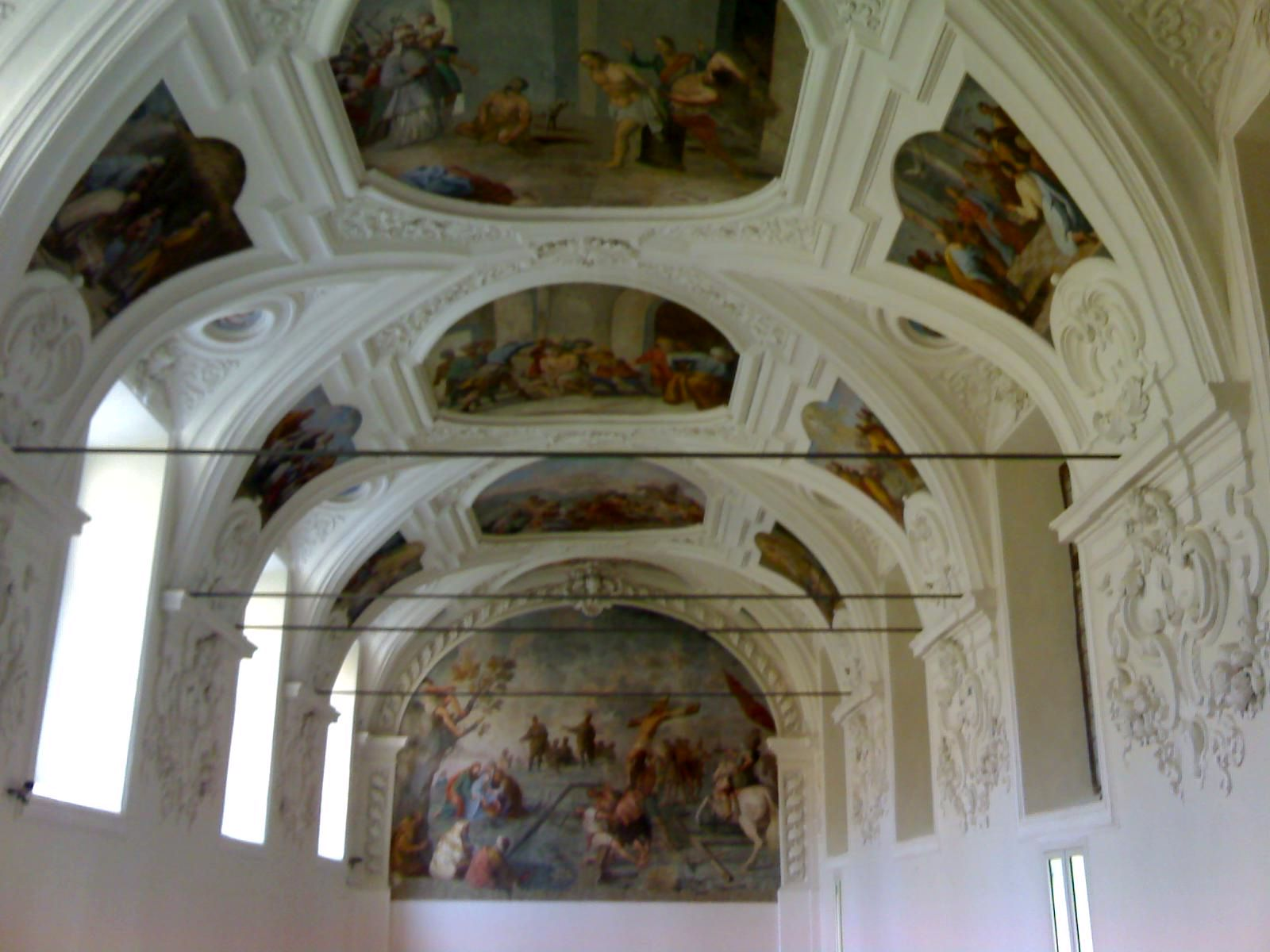
Sala capitular del convento.